# Erk Sens-Gorius
Erk Sens-Gorius (* 25. Januar 1946 in Hannover) ist ein ehemaliger deutscher Fechter, der mit dem Florett Olympiasieger wurde. 

## Karriere
1969 und 1971 wurde Erk Sens-Gorius Zweiter der Deutschen Meisterschaft im Florettfechten. Er nahm 1969, 1970, 1971 und 1975 an der Fechtweltmeisterschaft teil. Bei den Olympischen Spielen 1972 gehörte er zur deutschen Mannschaft, die im Viertelfinale ausschied und letztlich Platz 5 belegte.
Zu Beginn der Saison 1976 wechselte Erk Sens-Gorius zum Fecht-Club Tauberbischofsheim unter Trainer Emil Beck. Durch seinen Sieg beim Turnier um den Löwen von Bonn qualifizierte er sich als letzter Florettfechter für die Olympischen Spiele 1976 in Montreal. Die Mannschaft, in der außer Klaus Reichert vom OFC Bonn nur Fechter vom FC Tauberbischofsheim standen, gewann olympisches Gold gegen die Mannschaft Italiens. Für diesen Gewinn erhielt er – zusammen mit der deutschen Florett-Olympiamannschaft – das Silberne Lorbeerblatt.